# Петрушевич, Евгений Емельянович

Евге́ний Емелья́нович Петруше́вич (укр. Євген Омелянович Петрушевич; 13 ноября 1863 года, Австрийская империя — 29 августа 1940 года, Берлин, Германский рейх) — украинский адвокат, депутат австрийского парламента (1907—1918 гг.) и Галицкого сейма (1910—1914 гг.). Председатель (президент) Украинского национального совета Западно-Украинской народной республики, провозглашённой после распада Австро-Венгрии на территориях, населённых украинцами. В январе 1919 подписал с Петлюрой договор об объединении УНР и ЗУНР, после чего стал членом Директории УНР, однако в июне того же года был выведен из состава Директории в связи с намерением остальных членов Директории прийти к соглашению с Польшей за счёт уступки ей западноукраинских земель (Восточной Галиции).
В июле 1919 года вместе с правительством ЗУНР выехал в эмиграцию в Каменец-Подольский, а оттуда — в Вену (Австрия), где пытался дипломатическим путём добиться признания западными державами права Восточной Галиции на самоопределение.

## Биография
Евгений Петрушевич родился 13 ноября 1863 в г. Буск, ныне Львовской области в семье греко-католического священника. Отец был знатоком украинской истории и литературы, человеком широкого духовного кругозора, глубокого национального сознания. Соответствующим образом воспитал своих трёх сыновей.
После окончания Академической гимназии поступил на юридический факультет Львовского университета. Уже в студенческие годы стал одним из лидеров молодёжного движения, возглавлял «Академическое братство». После получения степени доктора права открыл в г. Сокаль (ныне Львовской обл.) Адвокатскую канцелярию. Проявил себя талантливым организатором общественно-политической и культурно-образовательной жизни в отдалённом от галицкой столицы уезде. Был председателем уездной «Просвиты» (закладывал сеть её ячеек в регионе), основал уездную сберегательную кассу, возглавлял борьбу против москвофильства, которое имело довольно сильные позиции в Сокальщине. Как адвокат снискал расположение широких масс населения профессиональной защитой от произвола властей.
С образованием в 1899 г. Украинской национально-демократической партии стал её активным членом. На первых (после принятия в Австро-Венгрии демократического закона) выборах в парламент 1907 избран послом от большого избирательного округа Сокаль-Радехов-Броды (ныне города Львовской обл.) Среди 30 украинских депутатов австрийского парламента стал одним из лидеров (наряду с К. Левицким), а впоследствии — председателем парламентского представительства, выступления которого на сессиях отличались целеустремленностью и глубокой аргументацией. Критиковал политику австрийского правительства в национальном вопросе, постоянно обращал внимание парламента на пренебрежение властями интересов бедноты, настойчиво требовал реформ, прежде всего — выборов в Галицкий сейм, в котором украинцы (одна из основных национальных групп провинции) имели всего 12 представителей. Свою первую парламентскую речь в Палате представителей в 1908 году Е. Петрушевич посвятил проблеме того, что польские депутаты Галицкого сейма принимали решения в интересах поляков, не считаясь с интересами украинского населения.
В 1909 году перенес адвокатскую канцелярию в г. Сколе (ныне Львовской области), где вскоре стал посадником города. В 1910 г. избран представителем в Галицкий сейм во Львове от Стрыйского избирательного округа. На первой осенней сессии 1910 года Е. Петрушевич выступил с докладом от радикального крыла украинских депутатов во время острой дискуссии по поводу обсуждения нового закона о выборах в сейм. На протяжении почти двух лет как ведущий деятель украинский сеймового клуба возглавлял борьбу галицких представителей за новый избирательный закон, который, в конце концов, был принят. На выборах 1913 г. в Галицкий сейм были избраны 34 украинских депутата. Заняв лидирующие позиции в комиссии для разработки нового избирательного закона, Е. Петрушевич и К. Левицкий добились увеличения квоты украинцев в сейме до 62 мандатов, что было одобрено членами сейма. Кроме того, в феврале 1914 г. сейм принял постановление об учреждении во Львове украинского университета.
Не менее активно Е. Петрушевич участвовал в деятельности австрийского парламента. В разгар Первой мировой войны (1916 г.) он заменил К. Левицкого на должности главы украинского парламентского представительства. На этом посту Е. Петрушевич возглавил борьбу по защите интересов украинцев, что стало особенно актуальным после того, как 23 октября 1916 года был опубликован императорский манифест, предоставивший полякам право на восстановление государственности и фактически подчинивший Польше Галичину. В связи с этим Е. Петрушевич провел ряд встреч с влиятельными деятелями Австро-Венгрии, обнародовал несколько аргументированных заявлений в выступлениях и печати, отстаивая историческую справедливость в отношении Галичины — украинской этнической территории и её народа, который имел такое же право на национальную государственность, как и другие народы империи.
В результате деятельности Е. Петрушевича украинцев стали больше привлекать на руководящие должности в местных и региональных учреждениях Галичины, более того, И. Горбачевский стал министром здравоохранения (1917—1918), а И. Ганинчак — генеральным прокурором Австрии. Парламентскую деятельность Е. Петрушевича высоко оценивал К. Левицкий: «Евгений Петрушевич проявлял большую энергию в важнейшие минуты нашего освободительного движения, — писал он в воспоминаниях 1937 г. — Среди представителей принадлежал к деятелям с острейшим тоном».

### 1918—1920
Во время международных переговоров в г. Брест-Литовске (ныне Брест, Белоруссия) в феврале 1918 г. он возглавил галицкую делегацию, которая, будучи отстранённой от непосредственного участия в дискуссиях, способствовала внесению в секретное приложение к заключённому между Центральными Державами и УНР договору обязательства Австро-Венгрии предоставить Галичине автономию к 20 июля 1918. После того, как польские представители в австрийском парламенте сорвали ратификацию Брестского соглашения, Е. Петрушевич совместно с парламентариями Чехии и Словакии разработал и внес на рассмотрение императора Карла план переустройства Австро-Венгерской империи. По его плану, империю необходимо было преобразовать в федерацию свободных народов с перспективой образования национальных государств в союзе с Австрией. 16 октября 1918 император обнародовал манифест, согласно которому Австрия провозглашалась союзным государством, а её народы получали право на государственность.
Осознавая, что монархия Габсбургов стоит на грани развала, 10 октября галицкий политический провод под руководством Е. Петрушевича принял решение о созыве 18 октября во Львове украинской конституанты для определения дальнейшей судьбы края. Собрание украинских представителей австрийского парламента, галицкого и буковинского сеймов, епископата, представителей политических партий, организаций и обществ (около 500 человек) 19 октября 1918 года провозгласило образование на этнических украинских землях независимого государства и избрало Украинский Национальный Совет во главе с президентом Е. Петрушевичем. 21 октября 1918 года на собрании депутатов со всего края в Народном доме Львова Е. Петрушевич объявил в присутствии митрополита А. Шептицкого разработанный им устав Украинского Национального Совета и изложил план легального и мирного перехода власти в Галичине в руки украинцев, после утверждения которого выехал в Вену.
В связи с реальной угрозой присоединения Галичины к Польше руководство Украинского Национального Совета под руководством К. Левицкого и Военный комитет во главе с Д. Витовским осуществили 1 ноября 1918 года успешное восстание во Львове и на территории Галичины и Буковины. После этого 1 ноября 1918 года была провозглашена Западно-Украинская Народная Республика, а 9 ноября сформировано её первое правительство. Начавшаяся война с поляками и ожесточённые бои во Львове вынудили Е. Петрушевича прибыть в Станиславов, куда после потери Львова перебралось руководство ЗУНР. Там он уже 3 января 1919 года провел первую сессию Украинского Национального Совета, на которой принят закон об объединении с УНР. После торжественного провозглашения и одобрения Акта воссоединения в Киеве 22 января Е. Петрушевич вошёл в состав Директории.
Как президент Украинского Национального Совета Е. Петрушевич в основном исполнял представительские функции и, согласно Временному Основному закону, не имел реальных прав для реализации собственных взглядов на внутреннюю и внешнюю политику государства. Его чрезмерные парламентаризм и конституционализм иногда были помехой и подвергались критике под тем предлогом, что они не соответствовали ситуации, сложившейся в государстве, охваченном кровопролитной войной. Но своей политической культурой, парламентским опытом и тактом Е. Петрушевич мог влиять на ход событий. Украинский Национальный Совет под его руководством действовал как настоящий парламент, был разработан ряд необходимых для ЗУНР законов.
9 июня 1919 года, в разгар летнего кризиса, когда польская армия захватила почти всю Галичину, а румынская — заняла Буковину, Украинский Национальный Совет предоставил Е. Петрушевичу диктаторские права, которые означали совместительство обязанностей президента и главы правительства. В целом это решение было одобрено галицким обществом, однако руководство УНР расценило его как недемократическое. Е. Петрушевич был исключен из Директории, а для работы в Галичине при правительстве УНР было образовано министерство по делам Галичины. Тем не менее, Е. Петрушевич принял предложение С. Петлюры о совместной борьбе Галицкой армии и армии УНР против большевиков. После того, как осенью 1919 года разногласия между руководством ЗОУНР и УНР во внешнеполитических вопросах стали непреодолимыми, Петрушевич не препятствовал заключению в ноябре 1919 года Галицкой армией Зятковских соглашений с Добровольческой армией. В конце 1919 года «Акт Злуки» был денонсирован Петрушевичем. Над Каменец-Подольским, где разместился Е. Петрушевич и его канцелярия, нависла угроза занятия польскими войсками, руководство ЗУНР через Румынию выехало в Вену.

### В эмиграции
Оказавшись в эмиграции, Е. Петрушевич продолжал борьбу за восстановление независимости ЗУНР на международной арене. В августе 1920 г. он организовал правительство в изгнании, в которое вошли опытные государственные деятели К. Левицкий, В. Сингалевич, С. Витвицкий, Я. Селезенка, О. Назарук и другие, пытался не допустить принятия Лигой Наций решения о передаче Галичины Польше, высылал украинские делегации на международные переговоры в Ригу и Женеву. В феврале 1921 года Лига Наций официально признала автономию Галичины и назначила Польшу временным оккупантом при условии, что сувереном края является Антанта, а также рекомендовала Совету послов стран Антанты рассмотреть украинский вопрос. Для того, чтобы четко обозначить стремление украинцев Галичины, правительство Е. Петрушевича разработало и представило союзным государствам проект конституции Украинской Галицкой Республики, которая была ориентирована на западные демократии и предоставляла широкие права и свободы всем национальностям края. Также по инициативе правительства Е. Петрушевича в Галичине были проведены масштабные акции бойкота выборов в польский сейм и призыва в армию. В апреле 1922 года Е. Петрушевич лично возглавил галицкую делегацию на конференцию в Генуе (где планировалось обсуждение «Галицкого вопроса»), включив в неё К. Левицкого, С. Рудницкого и О. Назарука. В Генуе состоялись первые контакты Е. Петрушевича с представителями советской Украины, в частности с Х. Раковским, в результате чего летом 1922 года в Вене состоялись переговоры Е. Петрушевича и Ю. Коцюбинского.
После того, как Совет послов в Париже принял 15 марта 1923 года решение, согласно которому территория Галичины без всяких оговорок отошла к Польше, Е. Петрушевич вынужден был в мае 1923 года распустить правительство ЗУНР в изгнании и ликвидировать дипломатические представительства и миссии за рубежом. Галицкие государственные и политические деятели вернулись в Галичину и включились в легальную деятельность в соответствии с программами партий и движений. Е. Петрушевич переехал в Берлин, где продолжил дипломатически-пропагандистские акции в защиту угнетённого народа, распространял ноты протеста против деятельности польских властей, подавал заявления в Лигу Наций, издавал газету «Украинское знамя», оказывал морально-политическую поддержку интернированным частям Галицкой армии в Чехословакии.
Именно в берлинский период, оставшись без моральной поддержки соратников, чувствуя материальные трудности, Е. Петрушевич под влиянием изменения национальной политики советской власти на Украине в период «украинизации», стал советофилом. Он посещал приёмы в советском посольстве, встречался с послом Н. Крестинским, за что был осуждаем Украинской войсковой организацией (УВО). В ответ «Украинское знамя» выступило с критическими статьями о деятельности УВО. Более того, в 1925 году группа сторонников Е. Петрушевича во главе с О. Думиным расколола организацию Е. Коновальца и образовала так называемую Западно-народно-революционную организацию, которая вскоре распалась.
Советскофильские настроения Е. Петрушевича, как и многих его соотечественников, развеялись на рубеже 30-х, когда в СССР (в том числе, соответственно, в советской Украине) начались массовые политические репрессии и террор органов ГПУ-НКВД. Последующие годы эмигрантской жизни Е. Петрушевича оказались чрезвычайно тяжелыми вследствие материальных затруднений, преодолеваемых благодаря поддержке гетмана П. Скоропадского и украинского апостольского викария в Германии отца П. Вергуна. Тем не менее, уже в преклонном возрасте Е. Петрушевич сотрудничал с украинским Национальным Объединением (УНО) и другими эмигрантскими организациями, а когда в сентябре 1939 года Германия напала на Польшу, он направил правительству Гитлера меморандум с протестом.
Умер 29 августа 1940 года. Похоронен на берлинском кладбище римско-католической кафедры св. Ядвиги представителями УНО, которые впоследствии установили на могиле памятник. За могилой, которая сохранилась, в данный момент ухаживает посольство Украины.

## Память

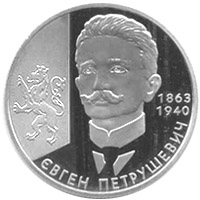
Юбилейная монета Национального банка Украины с изображением Е. Петрушевича

Перезахоронен 1 ноября 2002 г. во Львове на Лычаковском кладбище.
1 ноября 2008 на родине Е. Петрушевича в г. Буске на Львовщине открыт первый монумент Президенту ЗУНР.
В честь Петрушевича названа площадь во Львове. В 2008 году Национальный Банк Украины выпустил монету номиналом 2 гривны в честь Петрушевича. В г. Сокале на Львовщине установлен памятник Е. Петрушевичу.